# 超!えどっ娘 天下大変!!
『超!えどっ娘 天下大変!!』（ちょうえどっこてんかたいへん）は、超!A&G+と、キャラアニの通販サイト「キャラアニ.com」で配信されていたインターネットラジオ番組である。
2009年6月5日、『えどっ娘 天下大変!』として、キャラアニ.comで配信開始。2010年8月8日の第60回で（回数は通算される）、『超!えどっ娘 天下大変!!』としてリニューアルし、超!A&G+での先行放送が開始した。
番組最初のタイトルコールでは「みはるとゆめの えどっ娘 天下大変!」「みはるとゆめの 超!えどっ娘 天下大変!!」となっている。
ここでは、各回の日付は最速日、つまり、第59回まではキャラアニ.com配信日、第60回から第159回は超!A&G+放送・配信日を基準とする。

## 内容
「花の大江戸によく似た世界」のオテンバなお姫様「ゆめ姫」と姫の腰元「みはる」が城を脱出し、城下町を散策しながらキャラアニの様々なグッズを紹介する番組。
パーソナリティは「ゆめ姫」（三上枝織）・「みはる」（神田朱未）というキャラクターとして登場する。もとは、キャラアニのキャラクターとして作られたキャラである。2人は「姫様（またはゆめ様）」「みはる」と呼び合い、姫は「～じょ」という語尾（紀伊弁・阿波弁などの語尾）で話す。三上・神田はゆめ・みはるの「親友」とされている。
ただし、ドラマパート以外のコーナーでは、口調はキャラだが三上・神田として話すこともある。オープニングとエンディング、コーナー「芝居小屋」「今週のおまけ」などでは、キャラはなくなり完全に三上・神田としてのトークで、キャラとは逆に後輩の三上が敬語になり、呼びかけも「しおりん」「朱未さん」になる。
番組あいさつは「大変は」。ラジオネームは普通に「ラジオネーム」と呼ばれる。

## エンディングテーマ
- 『天下独走☆これくたあ』[3]
作詞：畑亜貴[3]、作曲：REdHotHouSe[4]

## パーソナリティ
- 三上枝織（ゆめ姫）
- 神田朱未（みはる）

キャラクターの誕生日は2人とも、名目上の番組配信開始日の6月5日と設定されている。

## 配信局と配信日

### えどっ娘 天下大変!
キャラアニ.com
2009年06月05日 - 2010年08月06日
毎週金曜日更新
第1回は6月5日配信とされているが、実際には、日付が変わってからの6月6日早朝に配信開始された。
2010年5月21日は休止。2010年1月1日・5月28日は特番（ナンバリングなし）。
番組サイトはキャラアニ.comから独立した専用ドメイン charadio.net にあるが、配信元はキャラアニドメイン内の別サーバ broadcast.chara-ani.com である（『超!えどっ娘 天下大変!!』も同様）。
番組時間は不定で、平均約40分。

### 超!えどっ娘 天下大変!!
超!A&G+
2010年08月08日 - 2012年7月1日
毎週日曜日 23:00–23:30
第60回（リニューアル第1回）から、キャラアニに5日先行し放送。
キャラアニ.com
2010年08月13日 - 2012年7月6日
毎週金曜日更新
『えどっ娘 天下大変!』と同スケジュールで継続。バックナンバーは最新回含め4回。
HiBiKi Radio Station
2010年12月10日 - 2012年7月6日
毎週金曜日更新
第77回から、キャラアニと同日更新。バックナンバーなし。
番組時間は超!A&G+と HiBiKi Radio Station では29分だが、キャラアニ.comのみ特典コーナー「今週のおまけ」があり、数分～10分ほど長い。

## スタッフ
スタッフが公式サイトで公開されている。ただし、戯作者（脚本家か）は頻繁に変わるので全てを網羅できていない可能性がある。

### 『えどっ娘 天下大変!』からのスタッフ
- 奉行: 吉田隆
- 与力: 平賀忠和
- 座長: 大沼弘幸（総監督）
- 師匠: KATSURA
- 戯作者: 石倉リサ・小林成朗 → 野口大介・小林成朗
- 絵師: 柊ゆたか（ゆめ・みはるのイラスト・漫画）
- 意匠師: 持丸一昭
- 音曲師: 大江戸起電音曲団（魅世うさぎ・月野百目[10]）
- 同心: 野田昌吾
- 網元: 原武士、高橋繁樹

### 『超!えどっ娘 天下大変!!』からのスタッフ
- 隠密: 井手響太 → 太田尾和也
- 書役: ふかわげんき
- 戯作者: 石倉リサ・小林成朗 → 月永ヒデヲ・小林成朗 → 大沼弘幸

## 番組コーナー

### 『えどっ娘 天下大変!』からのコーナー
寸劇
姫・ゆめ姫と腰元・みはるの日常を描くコメディドラマ。
第1回（2009年6月5日）開始。特番を除き欠かさず続いている。
第88回（2011年2月20日）で、姫が13歳になったため、長崎藩（実在しない）の羽薄天坊主（はうすてんぼうず）まで見聞を広める旅に出た。次の第89回（2011年2月27日）からは各地を巡る珍道中となっている。
井戸端メール（井戸端会議）
いわゆる「ふつおた」のコーナー。番組サイトのコーナー紹介では「井戸端メール」だが、番組中では「井戸端会議」と呼ばれる。
芝居小屋
ゲストとのフリートーク。ゲストへの「5つの質問」がある。
第1回（2009年6月5日）開始。
第3回（2009年6月19日）からは、キャラでのトークが難しいという理由で、パーソナリティ2人はコーナー導入部を除きキャラを「完全放棄」してトークする。
第86回（2011年2月6日）までは、連続2回に同じゲストが登場し、1回目で「5つの質問」をした。第94回（2011年4月3日）からは1回のみの登場となった。
姫様のお買い物（キャラアニ屋）
ゆめ姫とみはるがキャラアニのグッズをお買い物する。
初期からほぼ毎回あるコーナー。初期はメディアごとに異なる「○○屋」に行っていたが、2009年12月ごろから「キャラアニ屋」に統一された。

### 『超!えどっ娘 天下大変!!』からのコーナー
えどっ娘 拡大計画
『えどっ娘』拡大のための計画を練る。
第88回（2011年2月20日）開始。4月ごろマフラータオルを商品化し、そののち携帯アプリの企画が始まった。
ゆめ、みはる ゆずれない戦い!
ゆめ姫とみはる2人の意見のうち、賛同する側の意見にリスナーが投票する。
第121回（2011年10月9日）開始。
マオウの間
ゆめ姫とみはるが、『電撃マオウ』連載作品を1作紹介し、登場人物を演ずる。
第147回（2012年4月8日）開始。
今週のおまけ
エンディング後にある、キャラアニ版だけの特典コーナー。本編を振り返ったトークをしたり、メールを読んだりする。
第60回（2011年8月8日）開始。

### 終了コーナー
目安箱
商品化して欲しいキャラクターグッズの要望を募集する。
ゆめとみはるの仁義なき戦い
ゆめ姫とみはるがキャラアニの商品を掛けて勝負する。敗者の商品はリスナープレゼントとなる。
このコーナーで紹介された商品が番組公式ページに「姫様買い物リスト」として掲載された。
第25回（2009年11月20日）開始。
ゆめの全国妄想行脚
リスナーから寄せられた、全国各都道府県のご当地情報をクイズ形式で紹介し、どこの情報かをゆめ姫とみはるが当てる。
第69回（2010年10月5日）開始。第129回（2011年12月4日）で全都道府県を終え、第130回（2011年12月11日）の「復習テスト」で終了。
みはるプロジェクト
「アイドルみはる」のプロフィールを募集した。完成したプロフィールは番組サイトので公開されている。
第70回（2010年10月12日）開始。第86回（2011年2月6日）プロフィールが完成し終了。
大江戸マ王劇場→ 大江戸マオウ劇場
『電撃マ王』（2011年12月号から『電撃マオウ』）連載作品を1作紹介し、三上と神田が生アフレコする。ほぼ毎回、『電撃マ王』編集者（まれに作者）が「案内人」として登場した。
第95回（2011年4月10日）開始。第146回（2012年4月1日）を最後に行われておらず公式コーナー紹介からも記載が消え、似た内容の「マオウの間」がスタートした。

## ゲスト
| 回     | 回     | 日             | 日             | ゲスト                | 登場コーナーなど                                                                   |
| ------ | ------ | -------------- | -------------- | --------------------- | ---------------------------------------------------------------------------------- |
| 001    | 002    | 2009年06月06日 | 06月12日       | 今野宏美              | 芝居小屋                                                                           |
| 003    | 004    | 2009年06月19日 | 06月26日       | 桑島法子              | 芝居小屋                                                                           |
| 005    | 006    | 2009年07月03日 | 07月10日       | 佐藤聡美              | 芝居小屋                                                                           |
| 007    | 008    | 2009年07月17日 | 07月24日       | 斎賀みつき            | 芝居小屋                                                                           |
| 009    | 010    | 2009年07月31日 | 08月07日       | 小寺可南子            | 芝居小屋                                                                           |
| 011    | 012    | 2009年08月14日 | 08月21日       | 井上喜久子            | 芝居小屋                                                                           |
| 013    | 014    | 2009年08月28日 | 09月04日       | 黒河奈美              | 芝居小屋                                                                           |
| 015    | 016    | 2009年09月11日 | 09月18日       | 中原麻衣              | 芝居小屋                                                                           |
| 017    | 018    | 2009年09月25日 | 10月02日       | 松岡由貴              | 芝居小屋                                                                           |
| 019    | 020    | 2009年10月09日 | 10月16日       | 小山力也              | 芝居小屋                                                                           |
| 021    | 022    | 2009年10月23日 | 10月30日       | 今野宏美              | 芝居小屋                                                                           |
| 023    | 024    | 2009年11月06日 | 11月13日       | 斉藤佑圭              | 芝居小屋                                                                           |
| 025    | 026    | 2009年11月20日 | 11月27日       | 國府田マリ子          | 芝居小屋                                                                           |
| 027    | 028    | 2009年12月04日 | 12月11日       | 浅野真澄              | 芝居小屋                                                                           |
| 029    | 030    | 2009年12月18日 | 12月25日       | 丹下桜                | 芝居小屋                                                                           |
| 031    | 031    | 2010年01月08日 | 2010年01月08日 | 小寺可南子            | 寸劇（人気アイドル「おかな」）、芝居小屋、ゆめとみはるの仁義なき戦い、エンディング |
| 032    | 033    | 2010年01月15日 | 01月22日       | 佐藤聡美              | 芝居小屋                                                                           |
| 034    | 035    | 2010年01月29日 | 02月05日       | 岩男潤子              | 芝居小屋                                                                           |
| 036    | 037    | 2010年02月12日 | 02月19日       | 桑島法子              | 芝居小屋                                                                           |
| 038    | 039    | 2010年02月26日 | 03月05日       | 伊藤健太郎            | 芝居小屋                                                                           |
| 040    | 041    | 2010年03月12日 | 03月19日       | 雪野五月              | 芝居小屋                                                                           |
| 042    | 043    | 2010年03月26日 | 04月02日       | 伊藤かな恵            | 芝居小屋                                                                           |
| 044    | 045    | 2010年04月09日 | 04月16日       | 金田朋子              | 芝居小屋                                                                           |
| 046    | 047    | 2010年04月23日 | 04月30日       | 白石涼子              | 芝居小屋                                                                           |
| 048    | 049    | 2010年05月07日 | 05月14日       | 森田成一              | 芝居小屋                                                                           |
| 0特番2 | 0特番2 | 2010年05月28日 | 2010年05月28日 | カワカミ (表記不明)   | 特別企画（キャラアニ倉庫のスタッフ）                                               |
| 050    | 051    | 2010年06月04日 | 06月11日       | 國府田マリ子          | 寸劇（新人腰元「ももか」）、芝居小屋                                               |
| 052    | 053    | 2010年06月18日 | 06月25日       | 飯塚雅弓              | 芝居小屋                                                                           |
| 054    | 055    | 2010年07月02日 | 07月09日       | 近藤孝行              | 芝居小屋                                                                           |
| 056    | 057    | 2010年07月16日 | 07月23日       | 広橋涼                | 芝居小屋                                                                           |
| 061    | 062    | 2010年08月15日 | 08月22日       | 遠藤綾                | 芝居小屋                                                                           |
| 063    | 064    | 2010年08月29日 | 09月05日       | 水橋かおり            | 芝居小屋                                                                           |
| 065    | 066    | 2010年09月12日 | 09月19日       | 皆川純子              | 芝居小屋                                                                           |
| 067    | 068    | 2010年09月26日 | 10月03日       | 近藤孝行              | 芝居小屋                                                                           |
| 069    | 070    | 2010年10月10日 | 10月17日       | 國府田マリ子          | 芝居小屋                                                                           |
| 073    | 074    | 2010年11月07日 | 11月14日       | 中友子                | 芝居小屋                                                                           |
| 075    | 076    | 2010年11月21日 | 11月28日       | 又吉愛                | 芝居小屋                                                                           |
| 077    | 078    | 2010年12月05日 | 12月13日       | 美名                  | 芝居小屋                                                                           |
| 081    | 081    | 2011年01月02日 | 2011年01月02日 | 斉藤佑圭 佐々木愛     | 特別企画（三上誕生日企画）、エンディング、今週のおまけ                             |
| 083    | 084    | 2011年01月16日 | 01月23日       | 佐藤利奈              | 芝居小屋                                                                           |
| 085    | 086    | 2011年01月30日 | 02月06日       | 岩男潤子              | 芝居小屋                                                                           |
| 094    | 094    | 2011年04月03日 | 2011年04月03日 | 柊ゆたか              | 芝居小屋（番組絵師）                                                               |
| 100    | 100    | 2011年05月15日 | 2011年05月15日 | 中村美砂子 ちゅーりー | 前半の特別企画 （ハウステンボス東京支社広報課と公式キャラクター）                  |
| 100    | 100    | 2011年05月15日 | 2011年05月15日 | 近藤孝行              | 後半の特別企画                                                                     |
| 105    | 105    | 2011年06月19日 | 2011年06月19日 | 皆川純子              | 芝居小屋、今週のおまけ                                                             |
| 106    | 106    | 2011年06月26日 | 2011年06月26日 | 日森よしの            | 大江戸マ王劇場『マジック:ザ・ギャザリング 燃え尽きぬ炎』                           |
| 111    | 111    | 2011年07月31日 | 2011年07月31日 | 米倉千尋              | 芝居小屋、今週のおまけ                                                             |
| 111    | 111    | 2011年07月31日 | 2011年07月31日 | 赤坂アカ              | 大江戸マ王劇場『さよならピアノソナタ』                                             |
| 112    | 112    | 2011年08月07日 | 2011年08月07日 | 小野瀬幸一 飯島俊規   | 大江戸マ王劇場『殴女と魔王（仮）』                                                 |
| 128    | 128    | 2011年11月27日 | 2011年11月27日 | 芝村裕吏              | 大江戸マオウ劇場『ガンパレード・マーチ アナザー・プリンセス』                      |
| 131    | 131    | 2011年12月18日 | 2011年12月18日 | 西原久美子            | 芝居小屋                                                                           |
| 145    | 145    | 2012年03月25日 | 2012年03月25日 | かかずゆみ            | 芝居小屋                                                                           |
| 145    | 145    | 2012年03月25日 | 2012年03月25日 | 黒瀬浩介              | 大江戸マオウ劇場『ななほし天道』                                                   |

このほか、「大江戸マ王劇場」に『電撃マ王』編集部のカタオカ・イイジマ・タカハシ・アサカワ・キザキ・モリサワが不定期に交代で登場した。

## エピソード
- 第1回配信で紹介されたグッズ『Fate/stay night Digital Player～聖櫃～（Holy ARK）』と『Fate/stay night AQUA MINI MOUSE【SABER Ver.】／【RIN Ver.】』がゆめ姫（三上枝織）の「値下げして皆に提供したい」という発言からタイムセールで値下げが実現した。
- 第59回（2010年8月6日、『えどっ娘 天下大変!』としての最終回）は、「超!A&G+引越し直前スペシャル」として、通常コーナーを休止して告知主体で、11分と時間を大幅に短縮した。次回第60回は、この2日後の8月8日に超!A&G+で配信された（キャラアニでは1週間後）。
- 第100回（2011年5月15日）では、通常コーナーのほとんどを休止し、ゲストを迎えた企画を行った。

## 特番
正月特番
第30回と第31回の間の2010年1月1日に配信。
突撃! キャラアニ屋!（配信50回直前スペシャル）
第49回と第50回の間の2010年5月28日に配信。約23分。
三上がキャラアニ屋（キャラアニ.comのこと）の倉庫に乗り込んだ。神田はお休み。

## ラジオCD
ラジオCD 2点が出ている。それぞれ、ドラマCDとゲストトークCDの2枚組。ドラマCDにはドラマパートの8話分と新録1話、ゲストトークCDにはゲスト4人とのトーク8回分を収録。キャラアニで購入した場合は特典CDが付属する。
| タイトル                                 | パッケージ上のタイトル                                                              | 品番   | 発売日         | 収録回 | 収録回 | トークゲスト                               | ドラマゲスト | 不明ゲスト | 特典CDの内容         |
| ---------------------------------------- | ----------------------------------------------------------------------------------- | ------ | -------------- | ------ | ------ | ------------------------------------------ | ------------ | ---------- | -------------------- |
| ラジオ えどっ娘 天下大変! ラジオCD vol.1 | えどっ娘 天下大変! 電信音曲盤（ラジオCD） 壱の巻 ～みはるとゆめの禁断の天守閣～     | CARC-1 | 2009年10月31日 | 01     | 08     | 今野宏美・桑島法子・佐藤聡美・斎賀みつき   | あり ?       |            | 第0回、新録トーク 他 |
| ラジオ えどっ娘 天下大変! ラジオCD vol.2 | えどっ娘 天下大変! 電信音曲盤（ラジオCD） 弐の巻 ～みはるとゆめの江戸をかける少女～ | CARC-2 | 2010年01月30日 | 09     | 16     | 小寺可南子・井上喜久子・黒河奈美・中原麻衣 | 松岡由貴     | 丹下桜     | ?                    |

## イベント
「ファルコムjdkバンド vs. えどっ娘 天下大変!」第1部「えどっ娘天下大変! vs. jdkバンド」
2010年8月21日、東京LIQUIDROOM。
日本ファルコムの楽曲アレンジを手がけるjdkバンドとのコラボイベント。『えどっ娘』の2人は『イースvs.空の軌跡 オルタナティブ・サーガ』のアイシャ役（三上）・エステル役（神田）として登場した。